# Щебенка (река)
Щебенка — река в России, протекает по Новгородской области.
Исток реки находится в Поддорском районе у урочища Красиково. Устье реки находится в Старорусском районе в 32 км по левому берегу реки Заробская Робья, высота устья 28,3 м над уровнем моря. Длина реки составляет 20 км, площадь водосборного бассейна — 56,4 км². Примерно в полутора километрах от устья ширина реки — 8 метров, глубина — полметра.

## Населённые пункты
В Поддорском районе река протекает по территории Селеевского сельского поселения. На берегу реки стоят деревни Молчаново и Речицы (не включена в список населённых пунктов поселения). Далее река трижды пересекает границу с Старорусским районом, на территории Старорусского района находится нежилая деревня Ореховка.

## Данные водного реестра
По данным государственного водного реестра России относится к Балтийскому бассейновому округу, водохозяйственный участок реки — Ловать и Пола, речной подбассейн реки — Волхов. Относится к речному бассейну реки Нева (включая бассейны рек Онежского и Ладожского озера).
Код объекта в государственном водном реестре — 01040200312102000023810.